# ملواد
ملواد قرية سودانية تقع في ولاية الشمالية. ريفي القولد شرقي قرية سالي، وفي الشمال الشرقي للخندق، وفي شمال ملواد أراض خالية تمتد حتى قرية العقال علي النيل، وفي جنوبها أراض رملية تمتد حتى الزرائب وام كرابيج ومن هنا كان ارتباط هذه القرية قويا بالغرب خاصة ببلدتي سالي والخندق، وكانت ملواد جزءا من شياخة سالي ثم أصبحت شياخة مستقلة تابعة لعمودية اوربي، وبعد إلغاء الإدارة الأهلية أصبحت تابعة لمجلس ريفي القولد.

## الاســم
هناك روايه تقول ان أول من سكن القرية امرأه كانت تعيش مع ولدها في بيت من القش (راكوبه)في المنطقة الجنوبية من القرية، وكان الناس يدعونها (ام الود) ثم أطلق الاسم علي القرية وحرف الي ملواد.
وهناك روايه ثانيه تقول: ان منطقه ملواد كانت عباره عن وادي يسكنه عدد قليل من السكان، وقيل أنهم تكاثروا حتى ملؤوا الوادي، فقيل (ملو الوادي) ثم حرفت الي ملواد.
وهناك روايه ثالثه تزعم ان أهل هذا الوادي عندما كانوا يذهبون الي الخندق للتسوق ولقضاء بعض اعمالهم، يسألون من اين أنتم؟ فيجيبون: م الوادي فأصبح حينما يشاهدونهم يقولون ناس (م الوادي).
وهناك وثيقه ترجع الي 1319 هجرية، وهي عباره عن اجازه من السيد محمد سر الختم الميرغني للشيخ أحمد محمد مكي بها اشاره الي انه من بلدة (منوال) ويبدو لي ان كاتب الوثيقة قد اخطأ في كتابة الاسم.
وربما الاسم ليس له اصل عربي بل قد يكون تحريفا من (مروارتي) إذ ان الثابت، حسب روايات الشيوخ من ملواد وسالي ان اراضي زراعيه واسعه كانت تمتد من الغرب وحتى قرب (تاجا) في اقصي شمال ملواد وهذه الجزيرة كانت تسمي (مروارتي) وان هذه الجزيرة غرقت في تاريخ لم يحدده الرواة، وقد خرج بعض اصحاب هذه الجزيرة علي مراكبهم واتجهوا شمالا يبحثون عن سواقيهم التي جرفتها مياه النيل حتى وصلوا الي جزيرة حديثه في شمال دنقلا (العرضي) اطلقو عليها اسم جزيرتهم القديمة وهي مروارتي الحالية حيث اقام بعضهم فيها.
وايما كان الاسم فاهل ملواد معجبون بها ولا يرتاحون الا فيها، وكانو يطلقون عليها علي سبيل الإعجاب والتدليل القابا مثل (شرق النبي) و (كوع الجنة) و (عروس الرمال).
ورغم أن ملواد تقع ـ كماذكرناـ شرقي النيل فان الكثير يسمونها (جزيرة ملواد) وهم لا يقصدون تلك الجزيرة الواقفه في طرفها الجنوبي، والتي يطلق عليها جزيرة (نفل) علي اسم المفتش الإنجليزي الذي قام بتقسيم اراضيها بين سكان ملواد وسكان الخندق عام 1924 تقريبا.
ويرجع ذلك ـ فيما يبدوـ الي ان فرعا من النيل كان يخرج من النعمان قرب امنتجو، ويسير فوق ملواد الحالية ليلتقي بالمجري الرئيسي للنيل مره اخري عند السليم مكونا من ملواد وما حولها جزيرة، من هنا أطلق عليها اسم جزيرة ملواد.

## نشــأة القرية
لم يكن النهر كما هو عليه الآن، فقد كان الموقع الرئيس للنيل ضيقا في جنوب القرية خاصه (الكنج) إذ كانت اراضي (كيار) في جنوب سالي وشمال الخندق تمتد شرقا تاركه مجرا ضيقا للنيل وكان مجري النيل الضيق يمر قرب صفوف البيوت الحالية. اما في اقصي الشمال حيث كيار وتاجا فأن اراضي مروارتي كانت تمتد شرقا تاركه مجري النيل ضيقا عليه جروف تظهر عند انحسار مياه النيل ومن هنا فأن الأراضي الزراعية كانت في اقصي الجنوب (الجرو) وفي جزيرة مروارتي الواسعه وهناك فرع للنيل ـ كما ذكرناـ أيضا يخرج من شمال امنتجو ويسير شرقي ملواد ليلتقي بالمجري الرئيسي عند السليم وقد عثر علي شاطئ هذا الوادي آلات زراعية وأدوات منزلية مما يثبت ان هذا الوادي كان لما جرى بالسكان وكان كبار السن ممن عاصرناهم يرون انهم كانو يشهدون وهم بملواد اشرعه السفن المارة بهذا الوادي.
وبغرب النيل يخرج فرع اخر من شمال الخندق، ويسير غرب سالي وسوري ويلتقي بالنيل الرئيسي مره اخري عند وادي نميري. ثم جف الفرعان الشرقي والغربي، وكان طبيعيا ان يتسع مجري النيل الرئيس ويلتهم اراضي كيار الواسعه وتغرق جزيرة مروارتي، فتتسع اراضي (تاجا)وينتقل النشاط الزراعي أساسا إليها وكان معظم اصحاب الأراضي بتاجا من سالي والخندق ثم لبث ان غير النيل مجراه لتنحصر اراضي تاجا في جروف علي شاطيء النيل، وتزداد المساحات الصالحه للزراعه في الوسط. ومنذ العقد الأخير من القرن الماضي بدأ تيار النيل يتجه غربا لتزيد اراضي ملواد الزراعية خاصه في تاجا والساب.

## النشاط الزراعي
كما هو الشأن في الشمالية، فأن الزراعة كانت تعتمد أساسا علي الساقية، ثم حلت الماكينات (الوابورات) محل الساقية. ويحترف معظم أهل ملواد الزراعة، فهم يزرعون في فصل الشتاء القمح والفول المصري، اما في الصيف فيزرعون الذرة الشامية، هذا الي جانب الخضروات.

## الاثار التاريخية
من الثابت ان النوبيين في عصورهم الوسطي كانوا يسكنون علي ضفتي النيل اليمني (الشرق) واليسري (الغرب) غير انهم في العصور القديمة كانو يسكنون بالضفة اليمني ويبنون قلاعهم ومدافن موتاهم بالضفة اليسري غالبا والملاحظ ان معظم مدنهم ان لم تكن كلها بالضفة اليمني (البركل - مروي القديمة - دنقلا العجوز -سوبا -الخ....) ويبدو أن عادة السكني بالضفة اليمني للنيل والجزائر استمر الي حد ما في العصور الوسطي أيضا، ويبدو أن الضفة الشرقية للنيل كانت تتمتع بأراضي واسعه وخصبه ويتضح ذلك من وجود مساحات واسعه من الأراضي الطينيه (قرير) تحت الكثبان الرمليه ومن هنا نستطيع ان نفهم معاني الالفاض التي تعبر عن الاتجاهات في اللغة النوبيه، فالشرق (ملتي) بالدنقلاويه و (متي) بالمحسيه وترجمتها الحرفيه (الجدول) وترمز للزراعه اما الغرب (تنقار) وهو لفظ يتكون من كلمتين (تن) وتعني هم و (قار) وتعني مقر أي مقرهم وهي كلمه قد تعني مقر اعدائهم من القبائل البدويه التي كانت تقطن بالغرب وتهاجم وادي النيل من وقت لاخر وقد تعني مقر موتاهم، وكانت الخندق مدافن للموتي وكان سكان الشرق من ملواد وحتى جهات امنتجو يدفنون موتاهم بها شمال (حق قريش) حتى وقت قريب.
وفي اقصي الجنوب (الجرو) قطعه صخريه ضخمه منحوته ملساء علي شاطي النهر تنحدر تدريجيا نحو النيل ويبدو لي ان هذا المكان كان مخصصا لانزال المراكب المقدسة التي كانت تقوم بنقل الموتي الي مثواهم الأخير بالخندق في العصور القديمة.
وفي شمال ملواد وقباله قرية العقال يوجد جبل برقه وجد الاثريون مدينة كامله حوله، وكان النيل يسير قرب هذا الجبل ثم غير مجراه. وفي الوادي الجاف الذي يقع شرقي ملواد والذي كان مجري لفرع النيل الذي كان يخرج من حوض النعمان قرب امنتجو ويلتقي بالنيل عند السليم وجدت ادوات واحواض والات وجداول مما يثبت قيام حياه مزدهره بها تنتظر من يكشف خباياها.
وفي جنوب ملواد في منطقه خاليه من السكان يوجد قبر الشيخ امبكول وكانت العادة حتى وقت قريب ان الصبي يوم ختانه يقوم مع رفاقه من الصبية في سباق علي ظهور الحمير لزيارة هذا الشيخ المعروف بشيخ/امبكول.